# Melanesië
Melanesië is samen met Polynesië en Micronesië een van de drie grote eilandengroepen in de Grote of Stille Oceaan, die samen met het continent Australië, het werelddeel Oceanië vormen. Het is gelegen ten noorden en noordoosten van Australië. Melanesië is een divers gebied dat bestaat uit Westelijk Nieuw-Guinea en Papoea-Nieuw-Guinea, Straat Torreseilanden, Salomonseilanden, Vanuatu, Nieuw-Caledonië, Fiji, Bougainville.

## Etymologie
Melanesië betekent zwarte eilanden (Grieks: melas = zwart, nesos = eiland), genoemd naar de donkere huidskleur van de inheemse bevolking. Zij worden Melanesiërs genoemd. Er is wel een verschil tussen het Melanesische cultuurgebied en het eigenlijke Melanesië.

## Onafhankelijke staten
- Fiji
- Papoea-Nieuw-Guinea
- Salomonseilanden
- Vanuatu

## Afhankelijke gebieden
- Westelijk Nieuw-Guinea ( Indonesië)
- Nieuw-Caledonië (Frankrijk)
- Straat Torreseilanden (Australië en Papoea-Nieuw-Guinea)
- Bougainville (Papoea-Nieuw-Guinea)

## Eilanden
- Nieuw-Guinea (Indonesië en Papoea-Nieuw-Guinea)
- Noordelijke Salomonseilanden (Papoea-Nieuw-Guinea)
- Straat Torreseilanden (Australië en Papoea-Nieuw-Guinea)

## Talen
Melanesiërs spreken verschillende talen waaronder Austronesische talen en vele Papoeatalen.
Australië · Melanesië · Micronesië · Polynesië

Amerikaans Oceanië · Brits Oceanië · Duitse koloniën in de Stille Oceaan · Frans-Oceanië · Japans Oceanië